# Marshall Amplification

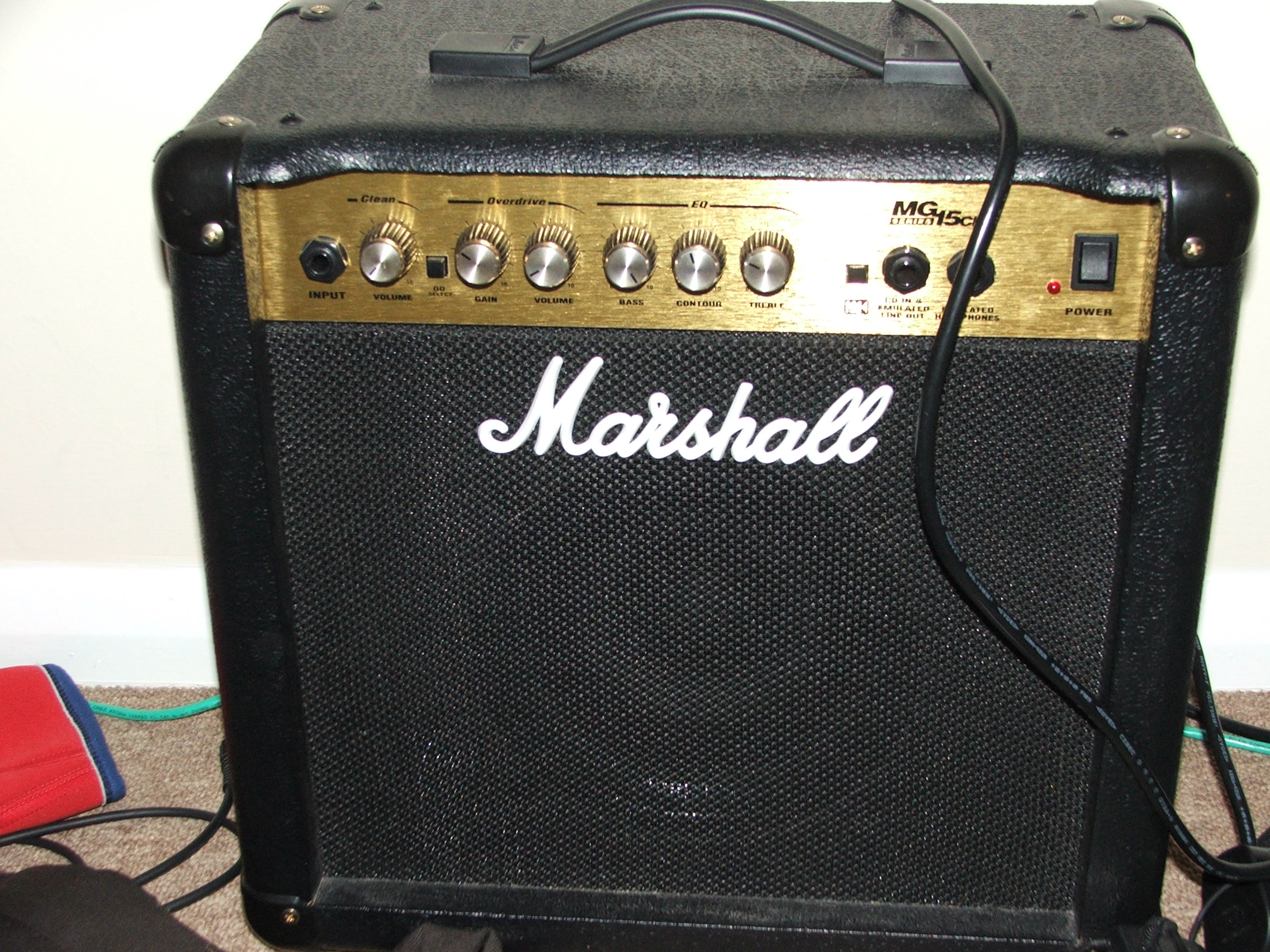
Комбо-усилитель серии Marshall MG

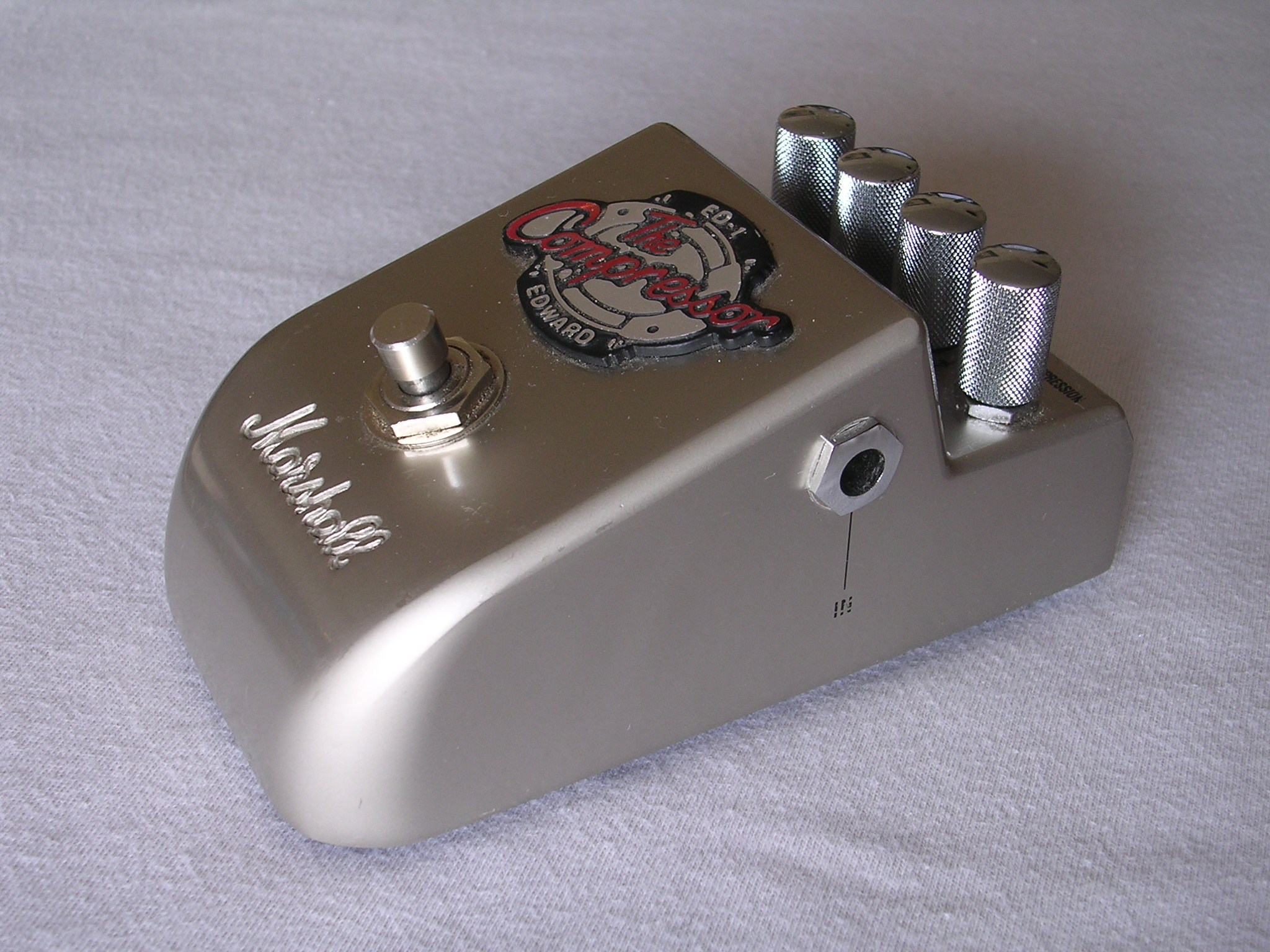
Педаль эффектов Marshall ED-1

Marshall Amplification — британская компания по производству музыкальных звуковых усилителей и акустических систем, основанная Джимом Маршалом в 1962 году. 
Усилители Marshall первоначально создавались как копии моделей Fender, но вскоре, когда компания Marshall Amplification внесла в свои усилители определённые изменения, они стали пользоваться спросом у гитаристов, ищущих более тяжёлый звук. Усилители Marshall весьма популярны и используются подавляющим большинством рок-групп мира.

## История
Джим Маршалл в 1960 году открыл свой магазин по продаже музыкальных инструментов. В 1962 году было принято решение собирать усилители своими руками, и первый прототип 50-ваттного усилителя был готов к сентябрю 1962 года. За основу первого усилителя была взята модель Fender Bassman 5F6A, в схему которого были внесены некоторые изменения. 
В том же 1962 году был создан и первый в истории индустрии музыкальных инструментов гитарный кабинет 4х12".
С 2014 года компания стала производить наушники и гарнитуры. 
В 2015 году компания вышла на рынок мобильных телефонов, выпустив смартфон Marshall London.
В 2017 году компания выпустила два вида беспроводных наушников.